# 休養王座
休養王座（きゅうようおうざ）は休暇王座（きゅうかおうざ）とも呼ばれ、プロボクシングの世界王者（通常は正規王者であるが、まれにスーパー王者、暫定王者の場合もある）が長期にわたって戦線を離脱し、休養王者（英: champion in recess、別名：休暇王者）として認定された場合に与えられる王座である。

## 定義
世界ボクシング協会（WBA）では、世界王者が医学的、法的、その他の正当な理由で一定期間内にタイトルを防衛することができない場合、戦線を離脱した王者を休養王者と指定した上で、WBAチャンピオンシップ委員会がWBAルールC.22-24の下に暫定王座を争う公認の選手を指名することがある。
世界ボクシング評議会（WBC）では、正規王者が医学的な理由で半年間を超えて戦線を離脱する場合に認定される。休養王者が戦線に復帰する際は、正規王者との対戦が優先され、正規王者が不在の場合には上位ランカーと王座決定戦を行い、正規王者を定める。

## WBAルールにおける休養王座
最も多くの休養王者を認定しているWBAは、同団体における休養王座を以下の通り規定している。
医学的な理由による場合はWBA医事委員会の委員長の同意が得られるように文書を提出する必要があり、同委員長は別途、健康診断を要求することができる。法的な理由による場合はWBA法務理事およびWBAチャンピオンシップ委員会の同意に足る文書を提出する。一般的には、休養王者の地位は適切な防衛期間より長引くことはない（WBAルールC.22）。
いずれの理由による場合も、休養王者がチャンピオンシップ委員会委員長の同意を得て復帰する際、WBAは休養王者に暫定王者、あるいは（暫定王者が存在しない場合などに）委員会によって指定された別のボクサーとのタイトルマッチを命じることがある。医学的な理由による場合には、チャンピオンシップ委員会委員長は医事委員会委員長と意見を交換したり、文書の提出や受診を要求したりすることがある。休養王者が6か月以上戦線を離脱する時には、暫定王者は、暫定王座を獲得した日から6か月以内に防衛戦としてチャンピオンシップ委員会に指定されたボクサーと指名試合を命じられることがある。休養王者は休養王者としてタイトルを防衛することは許されず、暫定王者以外と対戦するとその地位を失うことがある（WBAルールC.23）。
休養王者あるいは暫定王者のいずれかが統一戦を拒否すれば、その王者はタイトルを失い、他方の王者がその階級の正規王者に認定される。両者が拒否すれば双方がタイトルを失う（WBAルールC.24）。
統一戦の興行権が入札となった場合、休養王者と暫定王者のファイトマネーは55:45の比率で支払われる（WBAルールD.9-c、D.14-c）。
上記のルールでは、休養王座の他に、同時に正規王座を設けることは明文化されていないが、実際には休養王座・正規王座・暫定王座が併置されることがある。2012年4月開催の休養王者・清水智信と正規王者・テーパリット・ゴーキャットジムの統一戦では、結果が引き分けとなった場合、両者を正規王者として並立させ、互いに次の試合での再戦を義務付ける方針が発表されている。

## これまでの事例
国際ボクシング連盟（IBF）ではテロン・ミレット、世界ボクシング評議会 (WBC) ではロイ・ジョーンズ・ジュニア、エドウィン・バレロ、ミッケル・ケスラー、イスラエル・バスケス、ティモシー・ブラッドリー、エリオ・ロハス、 テレンス・クロフォード 、レイ・バルガス、世界ボクシング協会 (WBA) ではノエル・アランブレット、トラヴィス・シムズ、ルスラン・チャガエフ、ブライム・アスロウム、クリス・ジョン、アンセルモ・モレノ、ファン・カルロス・レベコ、清水智信、亀田興毅の事例を生んでいる。これらの事例によれば、暫定王者（ファン・カルロス・レベコ）・スーパー王者（クリス・ジョン）が休養王者と認定されることもあり、WBAルールの条文で言及されているように休養王者の状態から返上や剥奪を余儀なくされることもある（イスラエル・バスケスなど）。ミッケル・ケスラーやビタリ・クリチコなどの事例では、休養王者と名誉王者 (英: champion emeritus) がしばしば混同される。